# Mani Menon
Mani Menon (ur. 9 lipca 1948) – amerykański urolog pochodzenia hinduskiego kierujący Instytutem Urologicznym Vattikuti w Detroit w USA. Uznaje się go za jednego z pionierów operacyjnego leczenia raka prostaty z użyciem robota Da Vinci. Menon jest autorem setek publikacji, artykułów i wykładów, licznych sympozjów szkoleniowych z dziedziny robotyki. Jest zdobywcą wielu prestiżowych nagród, w tym zdobywcą nagrody złotego cystoskopu w 1990.

## Kariera naukowa
Menon ukończył studia medyczne na Uniwersytecie Madras w Indiach. Po przyjeździe do USA specjalizował się z urologii na Johns Hopkins University w Baltimore. Jednym z jego nauczycieli był Patrick Walsh. W wieku 34 lat objął kierownictwo zakładu urologii na University of Massachusetts Medical Center w Worchester. Od roku 1997 kieruje zakładem urologii na terenie szpitala Henry Forda w Detroit.

## Da Vinci oraz prostatektomia VIP
W roku 2001 zakład urologii w szpitalu Henry Forda otrzymał 20 milionów dolarów od fundacji Vattikuti w celu utworzenia nowoczesnego ośrodka badań i leczenia nowotworów narządów moczowo-płciowych. Darowizna rozpoczęła nowy rozdział zakładu pod nazwą Instytutu Urologicznego Vattikuti i umożliwiła długofalowe finansowanie rozwoju. Zainwestowano w nowoczesne technologie operacyjne i rozpoczęto wdrażanie zabiegów z udziałem robota Da Vinci. Doprowadziło to do rozwinięcia przez Menona oraz jego zespół autorskiej metody operacji raka prostaty, nazwanej robotową prostatektomią instytutu Vattikuti (VIP 'Vattikuti Institute Prostatectomy’). Od tego czasu Instytut wykonał ponad cztery tysiące tego typu zabiegów oraz spopularyzował swoją metodę na całym świecie.